# Dorylaimus rhabdotus
Dorylaimus rhabdotus (tijdelijke naam) is een rondwormensoort. De wetenschappelijke naam van de soort is voor het eerst geldig gepubliceerd in 1930 door Kreis.